# Ecstasy (album)
Ecstasy is het tweede muziekalbum dat Steve Kuhn opnam voor het Duitse platenlabel ECM Records. Het idee voor het album ontstond toen de leider van ECM Manfred Eicher in september 1974 in New York was om met Kuhn te overleggen over zijn album Trance, daarop speelt Kuhn in kwartetvorm. Eicher kwam bij de mix in Oslo in november 1974 met het voorstel om een album op te nemen waarop alleen Kuhn te horen was. Eicher was al een Kuhn-fan sinds het album The October Suite uit 1966. Kuhn had echter geen idee hoe hij het aan moest pakken maar ging wel de volgende dag de Arne Bendiksenstudio in. Jan Erik Kongshaug was toen al geluidstechnicus van de studio en zo ontstond een typische ECM-plaat.

## Musici
- Steve Kuhn - piano

## Composities
Onderstaande tracks zijn gecomponeerd dan wel geïmproviseerd:
1. Silver (8:48)
2. Prelude in G (4:25)
3. Ulla (7:23)
4. Thoughts of a gentleman-The saga of Harrison Crabfeathers (12:15)
5. Life’s backward glance (4:45).

Silver is de bijnaam van Monica Zetterlund, vlak daarvoor nog de partner van Kuhn, Ulla kreeg later de titel Remembering Tomorrow (in verband met rechten). Prelude is improvisatie.

## Albums
Het album verscheen in drie gedaanten:
- de elpee in 1974
- een compact disc; alleen Japanse persing (ECM Japan had ander beleid dan ECM Europa)
- verzamelbox Life's Backward Glance

- ¹ECM 1059 is niet uitgegeven.